# Riaz
Pour les articles homonymes, voir Riaz (homonymie).
Riaz (Riyâ  en patois fribourgeois) est une localité et une commune suisse du canton de Fribourg, située dans le district de la Gruyère.

## Géographie
Riaz mesure 776 ha. 12,2 % de cette superficie correspond à des surfaces d'habitat ou d'infrastructure, 61,10 % à des surfaces agricoles, 25,7 % à des surfaces boisées et 0,1 % à des surfaces improductives.
Riaz est limitrophe de Bulle, Vaulruz, Sâles, Marsens, Echarlens et Vuadens.

## Population et société

### Gentilé et surnom
Les habitants de la commune se nomment les Riazois[source insuffisante]. 
Ils sont surnommés lè Bourata-Tsa, soit ceux qui battent les chats en patois fribourgeois, et les Matous. 

### Démographie
Riaz compte 2 874 habitants en 2022. Sa densité de population atteint 370 hab./km2.
Le graphique suivant résume l'évolution de la population de Riaz entre 1850 et 2008 :